# Се-сюр-Сон-э-Сент-Альбен
Се-сюр-Сон-э-Сент-Альбе́н (фр. Scey-sur-Saône-et-Saint-Albin) — коммуна во Франции, находится в регионе Франш-Конте. Департамент — Верхняя Сона. Административный центр кантона Се-сюр-Сон-э-Сент-Альбен. Округ коммуны — Везуль.
Код INSEE коммуны — 70482.

## География
Коммуна расположена приблизительно в 300 км к юго-востоку от Парижа, в 50 км севернее Безансона, в 15 км к западу от Везуля.
На юге коммуны протекает река Сона. Около половины территории коммуны занимают леса.

## Население
Население коммуны на 2010 год составляло 1682 человека.
| 1962 | 1968 | 1975 | 1982 | 1990 | 1999 | 2010 |
| ---- | ---- | ---- | ---- | ---- | ---- | ---- |
| 1442 | 1490 | 1533 | 1559 | 1541 | 1562 | 1682 |

## Экономика
В 2010 году среди 1027 человек трудоспособного возраста (15—64 лет) 736 были экономически активными, 291 — неактивными (показатель активности — 71,7 %, в 1999 году было 69,6 %). Из 736 активных жителей работали 668 человек (382 мужчины и 286 женщин), безработных было 68 (26 мужчин и 42 женщины). Среди 291 неактивных 91 человек были учениками или студентами, 109 — пенсионерами, 91 были неактивными по другим причинам.

## Достопримечательности
- Церковь Св. Мартина (1739—1755 годы). Исторический памятник с 2010 года[3]
- Замок Се-сюр-Сон (XIX век). Исторический памятник с 1996 года[4]
- Подземный канал Сент-Альбен (XIX век). Исторический памятник с 1990 года[5]
- Здание, в котором расположены школа, мэрия и суд (1866 год). Исторический памятник с 2005 года[6]
- Придорожное распятие Сент-Анн (XVII век). Исторический памятник с 1979 года[7]
- Придорожное распятие (XVII век). Исторический памятник с 2009 года[8]

## Города-побратимы
- Дорнштеттен (Германия, с 1969)[9]

## Фотогалерея

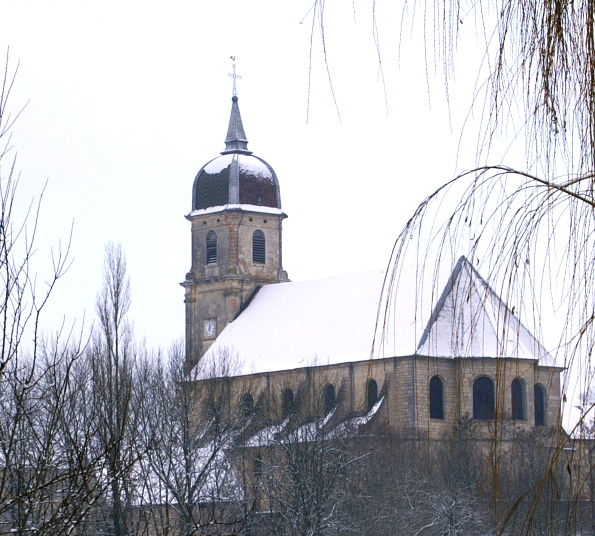
Церковь Св. Мартина
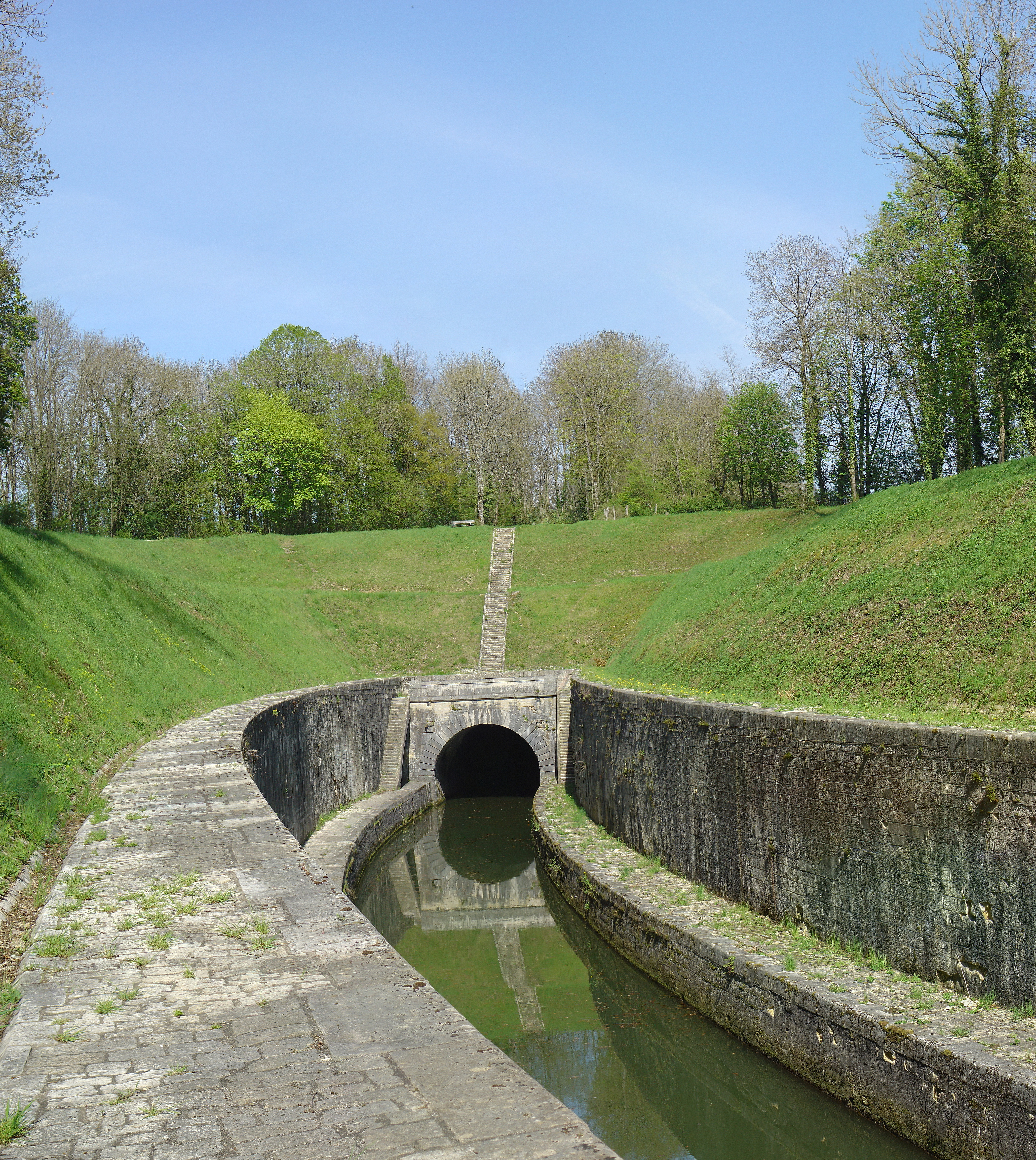
Подземный канал Сент-Альбен
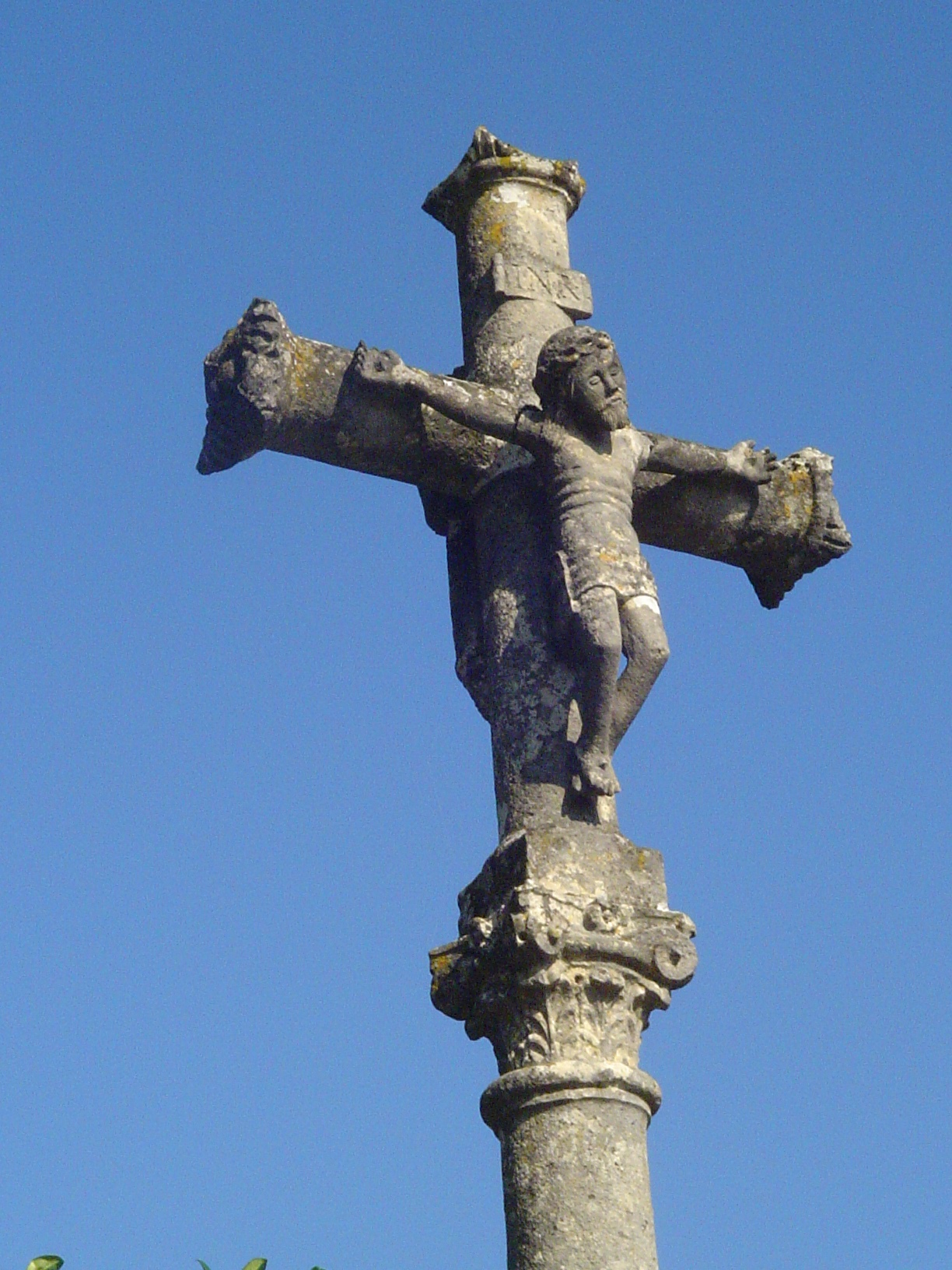
Придорожное распятие
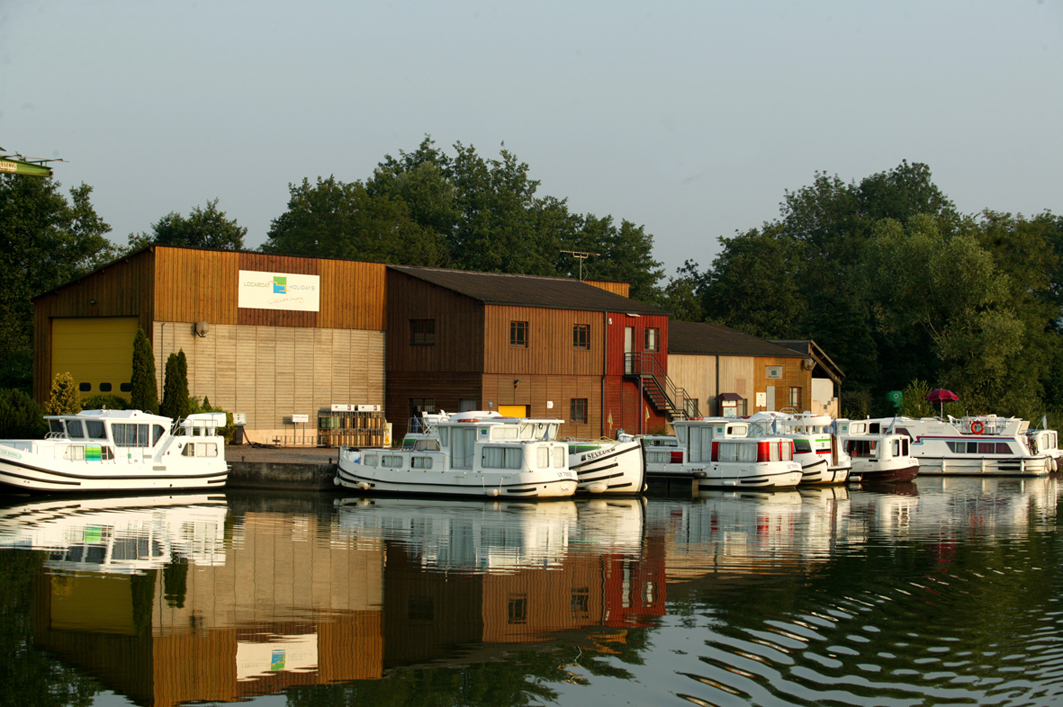
Порт